# Pere Pagès
Pere Pagès (Argelers de la Marenda, Rosselló, 1893 - Sant Nazari de Rosselló, 1980) fou un diplomàtic i polític nord-català, més conegut com a Pierre Pagès. El 1917 fou nomenat administrador de les colònies franceses, i el 1922 inspector colonial. El 1931 obtingué el càrrec de resident superior a Indoxina, després fou governador de la Cotxinxina (1934-1938) i prefecte d'Alger (1940-1942). Quan es retirà tornà al Rosselló, on fou nomenat president honorari de l'Institut Rossellonès d'Estudis Catalans pels dissidents del GREC.